# Лорен Лендон
Лорен Лендон Колін (англ. Laurene Landon; 17 березня 1957) — американська акторка.

## Біографія
Народилася 17 березня 1957 року у Торонто, Канада. Сім'я Лорен переїхала до США, коли їй було чотири роки. Навчалася в Університеті штату Каліфорнія, а також в поліцейській академії, але вирішила, що робота в поліції не для неї, коли прийшла до висновку, що доведеться використовувати зброю. Тому вирішила спробувати свої в акторстві і почала кар'єру у фільмах.

## Фільмографія
| Рік  |   | Українська назва                          | Оригінальна назва                   | Роль                    |
| ---- | - | ----------------------------------------- | ----------------------------------- | ----------------------- |
| 1979 | ф | Рахунок                                   | Scoring                             | Марша                   |
| 1979 | ф | Роллер Буги                               | Roller Boogie                       | фігуристка              |
| 1979 | ф | Гірка спадщина                            | Bitter Heritage                     |                         |
| 1981 | ф | Схід повного місяця                       | Full Moon High                      | Блонді                  |
| 1981 | ф | ...всі лялечки                            | ...All the Marbles                  | Моллі                   |
| 1982 | ф | Я, суд присяжних                          | I, the Jury                         | Вельда                  |
| 1982 | ф | Аероплан 2: Продовження                   | Airplane II: The Sequel             | Теста                   |
| 1983 | ф | Андра                                     | Hundra                              | Андра                   |
| 1984 | ф | Золотоволоска і золота фортеця            | Yellow Hair and the Pecos Kid       | Золотоволоска           |
| 1985 | ф | Штучка                                    | The Stuff                           | актор в рекламі         |
| 1986 | ф | Америка-3000                              | America 3000                        | Вена                    |
| 1986 | ф | Збройна відсіч                            | Armed Response                      | Дебора                  |
| 1987 | ф | Воно живе 3: Острів живих                 | It's Alive III: Island of the Alive | Саллі                   |
| 1988 | ф | Маніяк-поліцейський                       | Maniac Cop                          | Тереза Меллорі          |
| 1989 | ф | Зла мачуха                                | Wicked Stepmother                   | Ванілла                 |
| 1989 | ф | Голлівудська історія                      | A Hollywood Story                   | запрошена зірка         |
| 1990 | ф | Швидка допомога                           | The Ambulance                       | Петті                   |
| 1990 | ф | Маніяк-поліцейський 2                     | Maniac Cop 2                        | Тереза Меллорі          |
| 2006 | с | Майстри жахів                             | Masters of Horror                   | Берді                   |
| 2007 | ф | Вставай                                   | Stand Up                            | жінка хіпі              |
| 2012 | в | 1313: Непереможний Геракл!                | 1313: Hercules Unbound!             | Гера                    |
| 2013 | ф | Ніж у перестрілці                         | Knife to a Gunfight                 | Баррі                   |
| 2014 | ф | Мисливець                                 | Hunter                              | майор Сінтел            |
| 2015 | ф | День поза днів                            | Day Out of Days                     | Енн Мелоун              |
| 2015 | ф | Поліцейський-самурай 2: Смертельна помста | Samurai Cop 2: Deadly Vengeance     | детектив Гіггінс        |
| 2016 | ф | Небо                                      | Sky                                 | Шарлін                  |
| 2016 | ф | Карколомний синдикат                      | Syndicate Smasher                   | детектив Керол Дрісколл |